# رین آیدما
رین آیدما (استونیایی: Rein Aidma؛ زادهٔ ۲۸ سپتامبر ۱۹۵۰) سیاستمدار و نماینده سابق مجلس اهل استونی است.